# 人生ゲーム
人生ゲーム（じんせいゲーム、The Game of Life）は、1960年にアメリカMilton Bradley社（現・ハズブロ）から発売されたボードゲーム。すごろく形式で、学校生活や職業など人生の出来事に関連したイベントマスを進めながら、お金や資産を集め、最終的に億万長者を目指す。
日本でも1968年9月にタカラから発売されるなど、各国で今なお多くの子供達に愛されている。

## 概要
ゲームシステムは、双六の発展形。ゲーム序盤のルーレット目によって「人生の筋道」が決まり、その後の人生が左右されていく。プレイヤーはサイコロではなく「ルーレット」を回し、人の一生になぞらえたイベントをこなしていく。現在でも改良版が発売されているという、息の長いゲームである。
ボードゲーム製品以外にも、ビデオゲーム版や携帯ゲーム版、イベントとしての展開も行われている。
原型は1860年ごろ、米国マサチューセッツ州・スプリングフィールドで印刷業を営むミルトン・ブラッドリー（en:Milton Bradley）という24歳の若者によって考案された「The Checkered Game of Life」。1960年に同社100周年を記念してこのゲームのエッセンスを加えた「The Game of Life」が発売。当時アメリカで人気を博したテレビキャスター、アート・リンクレター（en:Art Linkletter）をパッケージに印刷している。
日本版は「人生ゲーム」の名称で1968年9月に株式会社タカラ（現・タカラトミー）から「タカラのアメリカンゲーム」シリーズの一つとしてライセンス契約発売された。発売前時点では「パーティーゲームは日本人に馴染まない」「内容が日本とかけ離れている」といった反対意見や、「子供が金儲けの話をすることや金持ちになることが一番という考えがはしたない」といった社会的風潮から日本で受け入れられないという意見があったものの、当時のタカラ社長佐藤安太は「アメリカの自立精神が盛り込まれており、これを日本の子供達に伝えたい」という思いから発売に踏み切った。
内容は当初原版を和訳する形でアメリカ文化が色濃く反映された内容だったものの、1983年発売の3代目以降は日本独自のイベントを取り入れた内容となりその後も各時代の世相を反映した内容でシリーズ展開を続けている。この「人生ゲーム」は日本に於ける同社の登録商標（第919585号）で、タカラトミーの発表によると日本での発売開始から50周年を迎えた2018年3月時点で日本版の累計出荷数は1500万個を超える。

## 基本内容物

### 自動車ゴマ・プレイヤーゴマ
各プレイヤーの駒となる物。色は赤・青・黄・緑・白・橙が基本色となっており、最大8人で遊べる平成版では黒・桃・紫・水などが追加されている。
自動車ゴマには貫通していない穴が6個所あり、そこに水・桃（8代目では赤・黄・白・緑を追加）の「人物ピン」を差し込むことで各プレイヤーの分身としてあらわす。この人物ピンは結婚・出産・養子縁組などのマスに止まることでさらに該当の色の人物ピンを乗せる。また、一部作品では状況を表すためのピンを差す場合もある。
なお、中央には貫通している穴が2つあり、それらは誤飲時の窒息防止用に開けられているため、ゲーム中は人物ピンを差さないよう注意されている(シリーズによっては穴が開いていない物も存在する)。
また、自動車ゴマはメインシリーズに適用されており、3代目まではテールフィンのついたアメリカ車をモチーフとした形としていたが4代目以降は丸いヘッドライトが特徴的なスポーツカーをモチーフとしたデザインとしている。作品とのコラボでは筋肉番付版「金剛くん」、ハローキティ版「キティちゃん」など各キャラクターを象ったコマを代わりに使用する場合もある。「昭和おもひで劇場」ではゲームスタート時は自転車となり、ゲーム途中で任意の車に乗り換えるイベントが発生する。

### 紙幣・約束手形・証券類
紙幣
プレイヤーの所持金となる紙幣。通貨単位はメインシリーズでは「ドル」となっているが、平成版では「万円」（M&Aでは特別に「億円」）、コラボシリーズではその作品にあった単位（阪神版では「TP（虎吉ポイント）」、芸人魂では「FUN」など）が設定される。
メインシリーズの紙幣の肖像は、5万ドル札に人生ゲームの原版を作ったブラッドリーが、10万ドル札にリンクレターが印刷されている（その他の人物は架空）。コラボシリーズでは各作品にあったキャラクターが印刷されている。
紙幣の色は通貨単位に関わらずメインシリーズとほとんど共通（倍率等が違う場合もある）となっているが、一部作品では別の色をあてがっていることもある。
| 金額 | 通常版    | 平成版   | M&A      |
| ---- | --------- | -------- | -------- |
| 金   | 100万ドル |          |          |
| 薄紫 | 50万ドル  |          | 5000億円 |
| 白   | 10万ドル  | 1億円    | 1兆円    |
| 緑   | 5万ドル   | 5000万円 | 1000億円 |
| 薄茶 |           | 1000万円 |          |
| 黄   | 2万ドル   |          | 500億円  |
| 水   | 1万ドル   | 500万円  | 100億円  |
| 濃桃 |           | 100万円  |          |
| 橙   | 5000ドル  | 50万円   | 50億円   |
| 薄桃 | 1000ドル  |          | 10億円   |
| 薄黄 | 500ドル   | 10万円   |          |

約束手形
借金の証として発行する証券。銀行から借りる場合は約束手形1枚と、同額の現金を受け取ることになる。返済はいつでも可能だが、作品によって同額返済の場合と利息（1割程度）が必要な場合がある。また、いずれも決算日まで持っていた場合は通常よりも多く利息を取られる他、ゲーム終了時に持っていた（所持金がマイナス）場合はゴールとみなされず、後述の開拓地行きとなる場合がある。
色は赤色（平成版では白字に赤文字）で、単位は1枚2万ドル（一部では1万、平成版では1枚1000万円、一部シリーズでは100万円の約束手形もあり）。
株券
ゲーム中には株を購入できるマスがあり、代金を支払うことで株券を購入できる。株券を持っている場合、一定のマスに止まることや、「株相場を張る」といったマスに止まり、相場を張ることで、収益・損失が発生する。また、ゲーム終了時には資産として一定額で換金される。
保険証券
「自動車保険」「生命保険」「火災保険」などが存在する。ゲーム中一定の場所で代金を支払うことで加入し、証券を受け取れる。ゲーム中それらの損害が発生し、保険が適用される場合は支払が一定額免除されたり、保険金が下りる場合がある。作品によって一度加入すれば失効しない場合と、保険金が下りた場合は失効し、再加入が必要な場合がある。
また、基本は掛け捨てとなっているが、生命保険のみゴール直前に「生命保険満期」のマスがあり、ここを通過すれば満期として一定額で払い戻される（一部作品では条件あり）。

### 職業カード
プレイヤーの職業を表すカード。カードには職業を表すイラストと給料日1回あたりの給料、その他ステータスなどが記載される。このカードを所持していない場合は「フリーター（プーちゃん）」とみなされる。
プレイヤーが就ける職業はビジネスマン、先生、タレント、医者、スポーツ選手、政治家など身近なものであったり、その時々の憧れの職業が選ばれている。各バージョン発売時の時世によって種類も変わり、ショップ店員や弁護士、漫画家といった物も追加されている。平成版では現代情勢を皮肉るためか、サラリーマンが「一般企業」「電力会社」、スポーツ選手が「野球選手」「力士」「騎手」と細分化されていたり、「ビデオ女優」「ヤッちゃん」といったアングラな職業も入っている。
職業は所定のマスやイベントによって「ランクアップ」となり、ビジネスマンであれば「部長」、先生であれば「校長先生」のように格が上がり、その分給料も増額される。平成版では別途「ランクボード」が用意されており、職業ごとに5～50段階に分かれて給料が決められている。
また、コラボ版では登場するキャラクターや人物が職業代わりとなったり、その作品内に登場する職業が登場する場合がある（ポケットモンスター版では「ポケモン博士」「ロケット団」など）。

## ルール・ゲームの流れ
スタート・就職
ゲームスタート時に各プレイヤーのコマの色を決定後、スタート時の所持金（任意で保険に入ることも可能）を受け取り、ルーレットで一番大きい目を出した人から順に進んでいく。
最初のエリアでは主に就職マスが設定されており、止まったマスに定められた職業になる場合は「就職」となる。ただし、原則として1つの職業につき1人のみなれる（ビジネスマンなど複数人就職できる職種もあり）ため、早い者勝ちである。就職マスを過ぎた場合は「フリーター」として世に出ることになる。
給料日
給料日のマスを止まるか通過した際には銀行から職業に応じた給料を受け取れる。ただし、フリーターやタレントなど仕事量が一定でない職業に関しては、そのスタイルを反映させるため「ルーレットを回して出た数×一定額」が給料となる。給料受け取り後はマスに定められた指示（株や保険の購入）を受けることもできる。
なお、一部作品では給料日のマスに丁度止まった場合、「給料2倍」「アイテム獲得」といった恩恵を受ける場合もある。
ストップ・結婚
ゲーム中には数か所「ストップマス」があり、このマスに到着した場合はルーレットの出目が余っていても強制的に止まり、指示に従う。
多くの作品では最初のストップマスでは「結婚」となっており、ここでは異性の人物ピンを自動車コマに差し、ルーレットで決定したお祝い金を全員から受け取る。
一部作品では「『結婚チャンス』として、結婚のする・しないを選べる（B&B）」「『成田離婚』として相手を降ろす（平成版III）」「ルーレットで偶数が出ると結婚する、奇数が出ると結婚しない（8代目基本モデル）」といったマスもある。
家
メインシリーズではゲーム中に家を購入する。家はゲーム内に5個所あり、金額の差も非常に大きく設定されている。家は1個所につき1人まで（マンションのみ6人全員購入可能）のため早い者勝ちである。ゲーム終了まで家を持っていた場合、購入時の金額に応じた資産価値となって売却される。
借金をして購入する事も可能だが、ゲーム中には「家を売却する」「家を失う」「持ち家を交換する」などのマスがあるため、一概に「無理して高い家を購入する事」が得策ではないようになっている。
分かれ道
ストップマスの直後などでは道が二手に分かれており、ルーレットで出た目によって次に進むコースが決まったり、現在の自分の状況に応じて行くコースを決める。コースのバリエーションとして、スタートマスからの分岐である、サラリーマンに非常に高い確率（確実もしくはほぼ100%）で就職できる「ビジネスコース」と、それ以外の職業になれる（ただし、フリーターになる可能性もある）「専門職コース」、「通常コース」と転職・ランクアップが狙える「転職コース」などがある。
平成版では所持金の変動が比較的穏やかな「ローリスクコース」と、利益やランクアップがたくさん得られる一方、逆に損失や失職もある「ハイリスクコース」の選択が恒例になっている。
ギャンブル・カジノ
一部のマスでは所持金の一部を賭け金にルーレットを使ったギャンブルができ、当たれば賭け金に応じた配当が得られる。「平成版」などでの「宝くじ」や、給料の代わりに行う「丁半博打」などバリエーションはさまざまである。
橋
ゲーム終盤に3マスほど設定されている橋のオブジェであり、この橋を最初に通過したプレイヤーは、後から来るプレイヤーに対し、通行料として一定の金額をもらえる。通行料以外にもアイテムの獲得や、逆に修繕費として払わなければならないなど、作品によってメリット・デメリットが発生する。
決算日
ゴール前最後のストップマス。到着したプレイヤーは車に乗っている人数によるボーナス・支払いや、退職金の受け取りを行った後、約束手形を利息付きで返済しなければならない。
返済出来ない場合は所持している資産を順に売却していき、それでも返済できない場合は「人生最大の賭け」に挑戦することになる。
人生最大の賭け
借金所持者に対するラストチャンス。借金を持っていない人も逆転を賭けて挑める。
多くの場合、ルーレットの数字を1つ指定し、ルーレットを回す。指定した目が出れば莫大な賞金を得られる。これで借金を完済できればそのままゴールに進める。
ただし、失敗した場合は全財産（一部作品では約束手形や一部アイテムなど残る場合もある）を失い、開拓地行きとなる。
開拓地
人生最大の賭け失敗者が進む終点。ここについたプレイヤーは自分の番が来るたびにルーレットを回し、出た目に応じた支援金や、効果を毎ターン受け、全プレイヤーがゴールするのを待つ。
一部作品では支援金で借金を完済した場合、本線に復活できるシステムがある一方、ゴールし清算した段階で借金があった場合は開拓地送りになる場合もある、
基本的な名称は「開拓地」だが、作品ごとに名称は違い、「スクラップ置き場（B&B カーレースステージ）」「無人島（RD 宝探しステージ）」などがある。平成版では「田舎暮らし」「難民キャンプ」「強制収容所」とより過酷な名称が設定されていた。
ゴール・億万長者の土地
プレイヤーたちのゴール地点。到着したプレイヤーから着順に応じて賞金が与えられる。また、1着で到着したプレイヤーはルーレットを1回回し、出た目を「ラッキーナンバー」として指定。以降のプレイヤーがコマの進行で同じ目を出した場合、相手から一定額をもらえる。それ以外のプレイヤーも自ターン時にルーレットを回し、指定した目か特定の目を出すことでボーナスを得られる。
ゲーム終了
全員、もしくはビリ以外が億万長者の土地か開拓地に到着した時点でゲーム終了。残るアイテムの換金などを行い、一番多く所持金を得たプレイヤーの勝利となる。

## 人生ゲームのバリエーション
人生ゲームは、マスにその時代を反映させたものや、企業やキャラクターのタイアップなど種類が多い。1989年（平成元年）に発売された「平成版」は、シリーズ化されるほどの人気商品となった。歴代のベーシック版については番数を太字表記とする。
| 番数 | 商品名                                                                                                  | 発売日     | 特徴 |
| ---- | --- | ---------- | --- |
|      | THE GAME OF LIFE                                                                                        | 1960年     | ミルトン・ブラドレー社より発売 |
| 1    | 人生ゲーム（初代） ニュー人生ゲーム                                                                     | 1968年     | 最初期モデルはマス目が全て黒 |
| 2    | NEW人生ゲーム（2代目）                                                                                  | 1980年     | 米国版変更に合わせリニューアル |
| 3    | NEW人生ゲーム（3代目）                                                                                  | 1983年     | これより日本オリジナルに。マスに「お歳暮を贈る」「先祖代々の土地を売る」などのイベントが登場。 |
| 4    | 人生ゲームロイヤル                                                                                      | 1985年     | 日本発売20周年記念。豪華版 |
| 5    | ルーレットを回せば、時代が見える。 人生ゲーム平成版                                                     | 1989年     | ハイターゲット向けに企画 |
| 6    | 人生ゲーム（4代目）                                                                                     | 1990年     | バブル経済を反映。マスに「パソコン通信を始める」などのイベントが登場。 |
| 7    | じぱんぐ人生ゲーム                                                                                      | 1990年     | 学校の変な校則がテーマ。文化放送タイアップ イラスト - 蛭子能収 |
| 8    | 時代が生んだ究極のゲーム 人生ゲーム平成版II                                                             | 1990年     | 環境保全がテーマ イラスト - 若林健治 |
| 9    | 地球にやさしい世紀末のゲーム 人生ゲーム平成版III                                                        | 1991年     | エコロジーがテーマ イラスト - 中川いさみ |
| 10   | 外圧に負けない、身勝手ゲーム 人生ゲーム平成版IV                                                         | 1992年     | 経済摩擦がテーマ イラスト - 松本大洋 |
| 11   | 誰でも見つかる!?最高のパートナー 人生ゲーム平成版V 寿                                                   | 1993年     | 結婚がテーマ イラスト - 吉田聡 |
| 12   | チェッカード ゲーム オブ ライフ                                                                         | 1993年     | 日本発売25周年限定復刻発売 |
| 13   | こんな時代の生活防衛ゲーム 人生ゲーム平成版VI                                                           | 1994年     | 米不足がテーマ イラスト - カトリーヌあやこ |
| 14   | 人生ゲームTEENS倶楽部                                                                                   | 1994年     | 恋愛がテーマの女の子向け イラスト - あいざわ遥 |
| 15   | 人にやさしい!?時代のゲーム 人生ゲーム平成版VII                                                          | 1995年     | バブル崩壊がテーマ イラスト - 水玉螢之丞 |
| 16   | (知)メディア時代の…新世代情報ゲーム 人生ゲーム平成版VIII 平成8年度版                                    | 1996年     | 情報メディアがテーマ イラスト - 柴門ふみ |
| 17   | 大人生ゲーム                                                                                            | 1996年     | 盤面が一畳分 |
| 18   | おもろうて すんまへん 人生ゲーム関西版                                                                  | 1997年     | 吉本興業とタイアップ |
| 19   | 人生ゲームEX                                                                                            | 1997年     | 5代目。ワールドステージ導入。マスに「自分のホームページを作る」などのイベントが登場。 |
| 20   | 初代復刻版人生ゲーム                                                                                    | 1998年     | 日本発売30周年記念 |
| 21   | 不景気をぶっとばせ!時代に負けない世紀末ゲーム! 人生ゲーム平成版X 平成10年度版                           | 1998年     | 女子高生がテーマ イラスト - カトリーヌあやこ |
| 22   | 人生ゲーム平成版1999 平成11年度版                                                                       | 1999年     | 世紀末がテーマ 19999個限定（シリアルナンバー入） |
| 23   | 人生ゲーム阪神版 それでも阪神がすきやねん!                                                              | 1999年     | 阪神ファン向け |
| 24   | ハローキティ人生ゲーム                                                                                  | 1999年     | |
| 25   | 人生ゲーム平成版20世紀 100年を振り返る壮大な人生ゲームが今ここに!                                       | 2000年     | 人生ゲーム史上初の孫コマ登場 イラスト - 唐沢なをき |
| 26   | 人生ゲームモノ・マガジン編                                                                              | 2000年     | |
| 27   | でじこの人生ゲーム                                                                                      | 2000年     | |
| 28   | 新世紀ネット恋愛型 人生ゲーム平成版NETLOVERS 恋のゆくえは、ネット次第!私の未来は彼次第!?                | 2001年     | ネット恋愛がテーマ イラスト - 浅賀行雄 |
| 29   | 筋肉番付人生ゲーム                                                                                      | 2001年     | イメージキャラにケイン・コスギ起用 |
| 30   | ときめきメモリアル2人生ゲーム ときめき SCHOOL LIFE                                                      | 2001年     | コナミと共同開発 |
| 31   | ミニモニ。人生ゲームだぴょん!                                                                           | 2002年     | |
| 32   | 闘魂伝承人生ゲーム アントニオ猪木版                                                                     | 2002年8月  | |
| 33   | 人生ゲームB&B                                                                                           | 2003年6月  | 辛口テイスト。カーレースステージ導入 |
| 34   | 人生ゲーム昭和おもひで劇場                                                                              | 2003年11月 | 人生ゲーム35周年記念、1万台限定 |
|      | ギャラクシーエンジェル人生ゲーム ノーマッド定食エンジェル大盛り                                         | 2003年11月 | タカラ製造、ブロッコリー販売 |
| 35   | 人生ゲームRD                                                                                            | 2004年7月  | ラッキーがテーマ。宝探しステージ導入 |
| 36   | ドラえもんとのび太の人生ゲーム                                                                          | 2005年7月  | |
| 37   | 人生ゲームM&A                                                                                           | 2005年9月  | IT起業がテーマ イラスト - 五月女ケイ子 |
| 38   | 人生ゲーム芸人魂                                                                                        | 2005年10月 | ワタナベエンターテインメント協力 |
| 39   | ポケットモンスター アドバンスジェネレーション人生ゲーム                                                 | 2006年4月  | タカラトミー第1弾 |
| 40   | きらりん☆レボリューション人生ゲーム                                                                     | 2006年8月  | |
| 41   | おしごと発見!人生ゲーム                                                                                 | 2006年9月  | 13歳のハローワーク協力 |
| 42   | ミッキーマウス人生ゲーム                                                                                | 2007年4月  | ボードやお札等に隠れミッキーがいる |
| 43   | 人生ゲームGOLD MAJOR                                                                                    | 2007年7月  | DVDでのイベント導入 |
| 44   | 人生ゲーム（6代目）                                                                                     | 2008年6月  | ジュニアステージ導入 |
| 45   | 人生ゲームICルーレット                                                                                  | 2008年7月  | ルーレットがデジタル化 |
|      | 名探偵コナン&金田一少年の事件簿人生ゲーム                                                               | 2008年10月 | サンデー&マガジン50周年コラボ |
| 46   | 人生ゲーム極辛                                                                                          | 2009年4月  | 極辛テイスト。ボードサイズが1.5倍に |
| 47   | 人生ゲームドリームチェンジ                                                                              | 2010年4月  | 盤面を裏返す要素導入 |
| 48   | イナズマイレブン爆・人生ゲーム                                                                          | 2010年11月 | TCGプラモカード付属 |
| 49   | 人生ゲームギャップ天国 三世代、ジェネレーションギャップを乗り越えろ!!                                   | 2011年4月  | 団塊世代、バブル世代、IT世代の ジェネレーションギャップがテーマ |
| 50   | 人生ゲームGO!GO!                                                                                        | 2012年3月  | グローバルがテーマ チャレンジボード用チョロQ付属 |
| 51   | よしもと芸人人生ゲーム                                                                                  | 2012年8月  | 吉本興業全面協力 ファミリーマート限定版も発売 |
|      | プリティーリズム・ディアマイフューチャー人生ゲーム                                                      | 2012年12月 | タカラトミーアーツ発売 |
| 52   | 人生ゲーム アドベンチャー                                                                               | 2013年6月  | シリーズ最多のお宝 与論島とタイアップ |
| 53   | 人生ゲーム オブザイヤー                                                                                 | 2013年11月 | 2013年新語・流行語大賞とコラボ。WEB連動 現代用語の基礎知識人生ゲーム版付属。 |
| 54   | 人生ゲームDD                                                                                            | 2014年4月  | ダイナミックな人生がテーマ。盤サイズは1.5倍 シリーズ初標高90mmのマウンテンコース登場 |
| 55   | 人生ゲーム獄辛                                                                                          | 2014年9月  | 辛口な人生がテーマ。 落とし穴やパニックカードが仕掛けられ、回避する甘神様が初導入 |
| 56   | 人生ゲーム オブザイヤーII                                                                               | 2014年11月 | シリーズ第2弾・2014年版 |
| 57   | ビックリマン 天使VS悪魔 人生ゲーム ビックリマン 天使VS悪魔 人生ゲーム 30th限定Ver.                      | 2015年6月  | 天使VS悪魔シリーズ30周年記念 30th限定Ver.は紫色パッケージで特典でかシールも異なる |
| 58   | 人生ゲーム オブザイヤーIII                                                                              | 2015年11月 | シリーズ第3弾・2015年版 |
| 59   | 人生ゲーム（7代目）                                                                                     | 2016年4月  | 最大4つの追加エリアを繋げ盤面のカスタマイズが可能 人物ピンが挿し易い形に変更 2022年9月より価格改定 マスに「人工知能で資産運用」などのイベントが登場。 |
| 60   | 人生ゲームMOVE！                                                                                        | 2017年4月  | コースを変える連動する4つの歯車（ギヤ）を導入 |
| 61   | 家族みんなでニッポンの50年を人生体験! 人生ゲーム タイムスリップ                                         | 2018年3月  | 50周年記念商品 日本の過去50年+未来50年コース |
| 62   | ヒーローたちの「力」と君の「運」で目指せ!WINNER!! 週刊少年ジャンプ人生ゲーム                            | 2018年7月  | ジャンプ&人生ゲーム50周年企画 |
| 63   | ドラえもん人生ゲーム ドラえもんの世界に飛び込んで夢をかなえよう!!                                       | 2019年3月  | |
| 64   | 人生ゲーム＋令和版 目指せ TOP OF インフルエンサー 人生の価値はお金だけではない、 お札のない人生ゲーム。 | 2019年6月  | プラスシリーズ第1弾 モノポリー型でゴールがなくフォロワーを集めるのが目的 初版生産は箱絵の『新元号版』に『令和版』シールを貼って販売 マスに「つぶやきがバズって大拡散！」「裏アカがバレて大炎上」などの言葉が登場。                                                          |
| 65   | 人生ゲーム スポーツ あらゆる競技をマスターして、目指せNo.1アスリート!                                   | 2019年10月 | 登場競技100種以上、サブボードは16種のミニゲーム |
| 66   | 人生ゲーム ジャンボドリーム 人生、夢叶えたもん勝ち!!                                                    | 2020年7月  | 夢をかなえるがテーマ 宝くじやドリームブリッジが登場 |
| 67   | 大逆転人生ゲーム 笑うも泣くも歯車次第!!                                                                 | 2021年7月  | 大小4つのギアでマスが代わる 副業カード初登場 2022年9月より価格改定 |
| 68   | 鬼滅の刃人生ゲーム                                                                                      | 2021年10月 | 立志編から無限列車編までをアレンジ |
| 69   | スーパーマリオ人生ゲーム＋                                                                              | 2022年5月  | プラスシリーズ第2弾。ハズブロ版と同内容 クッパとバトルし勝ち越すことが目的 |
| 70   | 呪術廻戦人生ゲーム                                                                                      | 2022年7月  | |
| 71   | 人生ゲーム ゴールデンドリーム お宝ワクワク!人生ピカピカ!                                                | 2022年10月 | ボードも駒も金づくし。金ピカ$100万札登場 |
| 72   | ドラえもん人生ゲーム ひみつ道具で大冒険!                                                                | 2023年3月  | |
| 73   | 人生山あり谷あり!目指せ!億万長者!! 人生ゲーム（8代目）                                                  | 2023年4月  | ベーシックステージに4つのエリアの組み合わせが可能 人生の多様化を踏まえて、人物ピンの色は6色に増え、ルーレットのマスによっては結婚しないパターンも選べるようになった。また、「昆虫食」「リモート会議」などのマスが採用され、職業に「大人気動画クリエイター」などが加わった。 |
| 74   | ゲゲゲ ゲゲゲの鬼太郎 人生ゲゲゲーム                                                                    | 2023年9月  | 水木しげる生誕100周年記念 アニメ第1-6期までチェンジできる |
| 75   | ディズニー100 人生ゲーム                                                                                | 2023年11月 | ディズニー創立100周年記念 ディズニー&ピクサーから101のキャラクターが登場 |
| 76   | 人生ゲーム タイムスリップ100                                                                            | 2024年3月  | 100年前から現在を目指す 2つ目の時空ルーレットでステージチェンジが発生 |
| 77   | 人生ゲームFIRE                                                                                          | 2024年10月 | |

地域限定版
- 白馬版人生ゲーム めざせ白馬マイスター!
「人生ゲームEX」に対応した追加盤面として白馬商工会と白馬高校生徒の共同で制作、2002年に白馬村内の店舗や観光施設にて2000個限定で販売。

私の人生ゲーム
- 私の人生ゲーム for Bridal
2008年4月から、自分の人生を反映させる事ができるオーダーメイド版人生ゲーム「私の人生ゲーム」を販売[28]。公式サイトで申し込み購入後に各項目を登録する方式になっている。価格は36,750円。2010年2月に販売終了。

ポケット人生ゲームシリーズ
- ポケット人生ゲームRD
- ポケット人生ゲームB&B
- ポケット人生ゲームEX
- 株式優待2004年限定バージョン ポケット人生ゲームEX
- ポケット人生ゲーム レインボードリーム
- ハローキティ ポケット人生ゲーム
- ポケットモンスター アドバンスジェネレーション 人生ゲームポケット
- ポケット人生ゲーム リロ アンド スティッチ
- 名探偵コナン&金田一少年の事件簿 人生ゲームポケット
- ポケット人生ゲーム（6代目のポケット版）ジュニアステージ有。
- ポケット人生ゲーム極辛
- ポケット人生ゲームドリームチェンジ
- ポケット人生ゲーム獄辛
- ポケット人生ゲームダイナミックドリーム
- ポケット初代版人生ゲーム（EX人生ゲームII人生ゲーム35周年記念限定版特典）
- 出雲縁結びポケット人生ゲーム（結婚相談所ツヴァイと協働したご当地版）
- ポケット人生ゲーム（7代目のポケット版）追加エリアは2つ（2022年9月より価格改定[29][21]）
- ポケット人生ゲームMOVE!
- ポケット人生ゲーム タイムスリップ
- セブン-イレブン ポケット人生ゲーム タイムスリップ
- ポケット人生ゲームスポーツ
- ポケットドラえもん人生ゲーム
- ポケットジャンボドリーム人生ゲーム
- ポケット大逆転人生ゲーム（2022年9月より価格改定[29][21]）
- 埼玉西武ライオンズポケット人生ゲーム（2022年8月『ライオンズフェスティバルズ2022』来場小学生限定配布）
- すみっこぐらしポケット人生ゲーム（2022年10月）
- 東京リベンジャーズポケット人生ゲーム（2023年1月、書店販売）
- ちいかわポケット人生ゲーム（2023年10月）
- ポケット人生ゲーム（7代目のポケット版、2023年12月）
- ドラえもんポケット人生ゲーム ひみつ道具で大冒険!（2024年3月）

トイザらス限定
- 人生ゲーム（6代目）セレブルール付き - 2015年9月発売（セレブルール追加版）
- 人生ゲーム（6代目）ポケット初代版人生ゲーム付き
- 人生ゲームDD ダイナミックセレブルール付き - 2016年7月発売（セレブルール追加版）
- 人生ゲーム（7代目）新セレブルール付き - 2017年9月発売（大統領ルール追加版）

週刊少年ジャンプ共同企画
1998年に『週刊少年ジャンプ』と人生ゲームが共に発売から30周年を迎えた記念に作られた。『ジャンプ』の読者懸賞の景品としてのみの配布であったため、現在は入手困難である。
- こちら葛飾区亀有公園前派出所 一攫千金人生ゲーム
- 世紀末リーダー伝たけし! リーダー的人生ゲーム
- ONE PIECE 宝探し人生ゲーム

明治安田生命共同企画
- 人生ゲーム 明治安田生命オリジナル版 - 人生ゲームEXがベース

江崎グリコ共同企画
グリコとの共同企画商品で、イオングループの店舗で限定発売。
- グリコ版おかしの人生ゲームBOX（2004年版）
- 2005年グリコ版 おかしの人生ゲーム 奪われたグリコの財宝を取り戻せ!
- 2006年グリコ版 おかしの人生ゲーム 〜グリコNo.1アスリート決定戦!!〜

読売新聞
- 読売新聞版人生ゲーム（2014年12月4日 読売東京夕方）
- 読売KODOMO新聞版人生ゲーム（2021年3月4日 読売KODOMO新聞）

トヨタ・カローラ
- TOYOTA CAROLLA 人生ゲーム

HONDA
- ステップワゴンオリジナル人生ゲーム[5]

神奈川日産自動車
- 人生ゲームEX KANAGAWAバージョン

ライブドア
- 人生ゲームM&A livedoor Special Edition

メグミルク
- 人生ゲームEX 牧場の朝ヨーグルトオリジナル版

島耕作シリーズ
- 人生ゲーム島耕作（『会長 島耕作』第1巻特装版付録のミニゲーム）

ソフトバンク
- お父さん&ギガちゃん 人生ゲーム

アサヒビール
- アサヒビール版人生ゲーム

マクドナルド
- マクドナルドクルー 人生ゲーム（ハッピーセットおまけ）
- 人生ゲーム（2021年ハッピーセット『パーティーゲーム by HASBRO』）
- 目指せ社長への道！マクドナルド人生ゲーム（2023年ハッピーセット「みんなで！パーティーゲーム」）

50周年企画
- 出前坊やの出前人生ゲーム

2017年12月発売の日清食品『出前一丁 5食パック』に封入。
- B'z人生ゲーム（デビュー30周年記念）
- 輪島漆人生ゲーム 春夏秋冬（坂本乙造商店 製作）
- ユニバーサル人生ゲーム（点字用）

田中貴金属工業
- 純金製人生ゲーム（非売品）

純金約12.4㎏、純プラチナ約4.5㎏、貴金属部分重量17,015.68g、時価約1億5千万円。ベースは人生ゲーム（2016ver.）。
月刊コロコロコミック
- リッチ警官 キャッシュ!人生ゲーム - 2020年3月号（2020年2月15日発売）の付録として登場。『コロコロコミック』連載作品『リッチ警官 キャッシュ!』とコラボレーション、プレイヤーは警官として150億円を所持した状態でスタートし、捜査や犯人逮捕などで所持金を使い、所持金を多く使ったプレイヤーが勝利となる。

NISSAN KICKS e-POWER 人生ゲーム-全国アクティブ版-
2022年日産キックスe-POWERコラボCM『リアル人生ゲーム』のキャンペーンプレゼント品。コマは実車の3Dデータから型を起こしている。
岡崎市
- おかざきゴールデンシニア人生ゲーム[31] - 愛知県岡崎市と共同製作した7代目モデル用の追加盤面。老人クラブや出前講座など老人向けイベントでの活用を目的に老人向けの支援事業や岡崎市にちなんだマス目を盛り込んだ高齢期を擬似体験させる内容で2022年より配布。

大阪府警察
- 大阪府警人生ゲーム - 中堺警察署の開設を記念し、防犯・交通安全意識の向上を目的に府内66警察署を題材として各署管内の名物や中堺署の特性をPRする内容のマス目としたリーフレット[32]。

岡山県警察
- 岡山県警人生ゲーム - 非行対策を目的に岡山県内の小学4-6年を対象に配布されるリーフレット。岡山市内4小学校での非行防止教室での児童からの意見も交えつつ、45マスの盤面で善行のマスでポイントが加算・非行のマスでポイントが減算するルールでポイントを競う[33]。

## 公式の人生ゲーム派生のゲーム

### テレビ番組 クイズ!人生ゲーム
近年では、コンピュータゲーム版を発売しているほか、BSデジタル放送のBS朝日では、毎週土曜日午後8時から双方向対応クイズ番組として、『クイズ!人生ゲーム 〜THE QUIZ OF LIFE〜』を放送していた。
司会は、人生案内人役として進行している宇梶剛士と、助手役として進行している野村真季アナウンサーの2人である。また、2005年の夏から『女優開発プロジェクト ××プロ』から、甲斐美花と山岸愛梨の2人が参加。この2人はUN（うん）ガールズとして進行した。
同番組は、同年の11月をもっていったん終了するが、2006年にはリターンズとして、以前の放送の一部を再放送し、同年春で完全終了。後番組は『みんなの脳ドリル』。
| BS朝日 双方向クイズ番組 | BS朝日 双方向クイズ番組 | BS朝日 双方向クイズ番組 |
| 前番組                  | 番組名                  | 次番組                  |
| ----------------------- | ----------------------- | ----------------------- |
| 列島クイズ!都道府県太郎 | クイズ!人生ゲーム       | みんなの脳ドリル        |

### カードゲーム
モンスターメーカー系カードゲームの人気で、平成版を中心にカードゲーム化された。
- 人生カードゲーム
- カードをめくると、時代が見える。 人生ゲーム平成版カードゲーム（イラスト - 蛭子能収）
- 時代が生んだ究極のゲーム 人生ゲーム平成版IIカードゲーム（イラスト - 若林健治）
- バブル時代の総決算ゲーム 人生ゲーム平成版IIIカードゲーム
- ポスト・バブルを生き残れ!! 人生ゲーム平成版IVカードゲーム
- ポスト・バブルを生き残れ!! 人生ゲーム平成版IVカードゲームコンパクト
- 人生2度ある!?リストラゲーム 人生ゲーム平成版Vカードゲーム（イラスト - 水玉螢之丞）
- 見えない時代の生き方改造ゲーム 人生ゲーム平成版VIカードゲーム（イラスト - 水玉螢之丞）
- 見えない時代の生き方改造ゲーム 人生ゲーム平成版VIカードゲームコンパクト
- 見えない時代のナビゲーター 人生ゲーム平成版VIIカードゲーム
- 大人のお遊戯 オトナの人生ゲームカード（2013年12月発売、イラスト五月女ケイ子）

### コンピュータゲーム

#### 家庭用ゲームソフト
特に表記がないものについてはタカラから発売。
FC=ファミリーコンピュータ、PCE=PCエンジン、GB/GBA=ゲームボーイ/ゲームボーイアドバンス、SFC=スーパーファミコン、PS/PS2=PlayStation/PlayStation 2、DC=ドリームキャスト、N64=NINTENDO 64、GC=ニンテンドー ゲームキューブ、DS=ニンテンドーDS、Wii=Wii、iOS=iOS、Android=Android、Switch=Nintendo Switch
メインシリーズ
- SUPER人生ゲーム（SFC：1994年3月18日）
青山剛昌がキャラクターデザインを担当。
- 人生ゲーム（GB：1995年6月23日）
- SUPER人生ゲーム2（SFC：1995年9月8日、開発：KID）
- DX人生ゲーム（SS：1995年12月15日、PS：1996年3月22日、開発：KID）
- SUPER人生ゲーム3（SFC：1996年11月29日、開発：KID）
- DX人生ゲームII（SS：1997年7月24日、PS：1997年7月24日、開発：KID）
- 人生ゲーム6（N64：1999年3月19日）
- 人生ゲーム 友達たくさんつくろうよ!（GB：1999年4月23日、開発：アイミーマイン）
- DX人生ゲームIII（PS：1999年12月2日）
- 人生ゲーム for Dreamcast（DC：2000年6月22日）
- DX人生ゲーム（GB：2001年4月27日）
- DX人生ゲームIV（PS：2001年11月29日）
- EX人生ゲーム（PS2：2002年3月7日）
- 人生ゲーム アドバンス（GBA：2002年4月18日）
- DX人生ゲームV（PS：2002年12月5日）
- SPECIAL人生ゲーム（GC：2003年5月1日）
- EX人生ゲームII（PS2：2003年11月6日、開発：VR-1 JAPAN）
- NEW人生ゲーム（PS2：2004年12月2日、発売：アトラス、開発：アイミーマイン）
- 人生ゲームDS（DS：2006年7月27日、発売：アトラス）
- 人生ゲーム Wii（Wii：2007年12月27日、開発：SEモバイル・アンド・オンライン）
イメージキャラクターに森三中を起用。Miiのモデルにもなっている。
- 人生ゲームWii EX（Wii：2008年11月13日、開発：アイミーマイン）
- 人生ゲーム - Wiiウェア。『EX』の機能縮小版（15ターンで終了）。
- 人生ゲームDS（DS：2009年12月3日） - アトラス版と同名であるが、別のゲームである。
- 人生ゲーム ハッピーファミリー（Wii：2010年11月11日、開発：アイミーマイン）
- 人生ゲーム ハッピーステップ - Wiiウェア。『ハッピーファミリー』の機能縮小版
- 人生ゲーム ハッピーファミリーご当地ネタ増量仕上げ（Wii：2011年9月1日、開発：アイミーマイン）
- 人生ゲーム2011（Android：2011年11月18日）
- 人生ゲーム2012（iOS：2012年1月26日） - 2011のiOS版
- 人生ゲーム〜借金返済計画〜（iOS、Android：2012年11月19日、開発：スペースアウト）
- 人生ゲーム（iOS、Android：2013年9月27日）
- 人生ゲーム 恋のルーレット編（Android：2014年12月22日、iOS：2015年1月16日）
- 人生ゲーム 確定拠出年金編（Android：2015年9月29日、iOS：2015年10月9日）
- THE GAME OF LIFE: 2016 Edition（iOS：2016年7月14日、Android、Windows、Steam、開発：Marmalade Game Studio）
- 人生ゲーム for Nintendo Switch（Switch：2023年10月6日、開発：アプシィ）
  - 2024年11月28日には専用ルーレットコントローラー（Joy-Con（R）を接続）が発売された。

さくま式人生ゲームシリーズ
- さくま式人生ゲーム（PS：1998年12月10日）
人生ゲーム30周年記念にさくまあきらを招いて製作された。
- お仕事式人生ゲーム　めざせ職業王（PS：2000年12月14日）
『さくま式』の続編的な扱いで、さくまあきら・土居孝幸・宮路一昭の3人が製作に携わっている。ただし、この3人のネームバリューを前面に押し出した宣伝などは行われなかった。

クイズだらけの人生ゲームシリーズ
- クイズだらけの人生ゲーム（PS：1999年9月30日）
- 第二回!クイズだらけの人生ゲーム（PS：2002年10月17日）

人生ゲームQ DSシリーズ
- 人生ゲームQ DS 昭和のデキゴト（DS：2007年12月27日）
- 人生ゲームQ DS 平成のデキゴト（DS：2007年12月27日）

RPG作品
- 人生ゲーム伝説（GB：1991年6月28日、開発：アドバンスコミュニケーション）
- RPG人生ゲーム（FC：1993年11月26日）

タカラトミー以外の作品
- 遊々人生（PCE：1988年4月22日、発売：ハドソン）
人生ゲーム（3代目）をテレビゲーム用にアレンジした内容。

#### 液晶携帯ゲーム
- 液晶携帯人生ゲーム
- 人生ゲームプチ（2008年）- 歩数計タイプ

人生ゲームキャンディ
携帯液晶ゲームとして2005年に発売され、のちに追加要素を増やした人生ゲームキャンディ120%も発売された。ボードゲームの人生ゲームが、複数人数で遊ぶゲームだったのに対して、基本的に1人用の育成タイプのゲームである。（通信機能により、他人のものと交流は可能。）「1週間で人生を体験しちゃお」をコンセプトに、女性向けとして作られている。ルーレットによって運命が決まるという人生ゲームらしさはあるものの、キャラクターを育てるという点において、既存の人生ゲームよりもたまごっちに近いゲームといえる。形は5.5センチほどの円形で、ボールキーチェーンがついている。カラーバリエーションが多く、いずれもキャンディの味を思わせる名前がついており、カラフルなものになっている。
- 人生ゲームキャンディ
  - 人生ゲームキャンディ オレンジフロート
  - 人生ゲームキャンディ メロンクリームソーダ
  - 人生ゲームキャンディ バニラミルク
  - 人生ゲームキャンディ ストロベリージャム
  - 人生ゲームキャンディ オーシャンアイス
  - 人生ゲームキャンディ トロピカルソーダ
  - 人生ゲームキャンディ マンゴジュレ
  - 人生ゲームキャンディ ピーチクリーム
  - 人生ゲームキャンディ ポップチップバニラ（トイザらス限定カラー）
- 人生ゲームキャンディ120%
  - 人生ゲームキャンディ120% ピーチトルネード
  - 人生ゲームキャンディ120% シンデレラアイス
  - 人生ゲームキャンディ120% アセロラバンチ
  - 人生ゲームキャンディ120% ブルーベリーボンボン

#### メダルゲーム
- 人生ゲーム バブルタワーズ

セガ発売。プッシャー機。
- メダルーキー『人生ゲーム ジャンジャン大富豪!!』

アトラスより発売。シングルプッシャータイプのメダルゲーム。2006年4月より稼動。

#### オンラインゲーム
両作とも公式ゲーム。
- 人生ゲームオンライン
- 人生ゲーム BATTLE ONLINE

2005年12月21日よりオープンβ版が開始。
- ZATHURA×人生ゲーム

2005年12月7日、映画コラボゲーム。現在はサイト終了。

#### 携帯アプリ
SEモバイル・アンド・オンラインが開発を担当。
- 人生ゲーム平成版
- 人生ゲームBB
- 人生ゲームクイズ編
- 人生ゲームM&A
- 人生ゲーム昭和おもひで劇場
- ZATHURA×人生ゲーム（映画コラボゲーム）
- とんでも!!人生ゲーム
- 人生ゲーム大統領になろう!
- 人生ゲーム
- 人生ゲームロイヤルセレブ
- 人生ゲームRD
- 人生ゲーム初代復刻版
- おしごと発見!人生ゲーム
- 人生ゲーム旅情編
- 人生ゲーム恋愛編
- 人生ゲーム心霊の館
- 人生ゲーム-果汁刑事vsマンゴマンボ団-
- Disney Edition 人生ゲーム

、他
- 人生ゲーム for GREE

GREEから発売の携帯電話用ソーシャルゲーム。2010年8月10日より開始。

### イベント
- まちあそび人生ゲーム

商店街を使って人生ゲームを行う町興し企画。島根県出雲市のNPO法人「出雲まちあそび研究所」が、タカラトミーの許諾を得たうえで展開。2013年に出雲市平田本町商店街にて初開催され、2018年11月4日には日本版50周年記念として東京都葛飾区にある青戸など6カ所の商店街を舞台に「まちあそび人生ゲーム in 葛飾」が実施された
- 明治村版リアル人生ゲーム

博物館明治村内でタブレットを使った企画。団体限定で参加料は無料だが、のりもの1日券付入村券の購入は別途必要。
- みんなでつくる人生ゲームプロジェクト
小学校児童が地元の特色や環境をテーマに考案したマス目や挿絵を元にオリジナル人生ゲームを製作し披露する。
  - 第1弾：東京都足立区立辰沼小学校
  - 第2弾：沖縄県竹富町内11小学校共同製作
  - 第3弾：東京都葛飾区立よつぎ小学校 - 持続可能な開発目標（SDGs）をテーマに制作、本企画をベースとして「みんなでつくるSDGs人生ゲーム」授業に発展。
- みんなでつくるSDGs人生ゲーム[37]
タカラトミー社員によるオンライン授業とSDGsにまつわるマス目制作と考案した盤面プレイを通して、SDGs運動の啓発や地域の素晴らしさ・課題を認識させるタカラトミーの社会貢献活動の一環として行われる授業企画。授業では手本となる盤面ポスターが配布され各マス目には関連する目標のアイコンがあしらわれ、SDGsに則ったマス目は持ち金が増加、SDGsに反するマス目は持ち金が減少するルールとした。
- リアルゴールデンアイランドSADOスタンプラリー
新潟県佐渡市とのコラボレーションとして、佐渡島を人生ゲームのコースに見立てたスタンプラリーイベント。2022年11月から2023年5月開催。

### その他
- 人生ゲームハイ&ロー・ゲーム（1980年）

タカラが発売したボードゲームであるが番組内容に即しており人生ゲームとは全く異なった内容。
- もっと!チェッカーズゲーム（1985年）

タカラから発売されたボードゲーム。遊び方は人生ゲームと同じ。コマはチェッカーズファンの女の子という設定。コマを進めるごとにチェッカーズにファンレターを送り、ゴールはメンバーとデート出来るというもの。
- 毎日エンジョイカレンダー 人生ゲーム2008

2007年10月1日発売。カレンダータイプのゲームで普通のカレンダーとしてもボードゲームとしても楽しむことができる。壁掛け版・ミニサイズ版の2種類を発売。
- 人生ジェンガ

2010年9月30日発売。人生ゲームルーレットの要素を取り入れたジェンガ。
- ケツメイシ『出会いのカケラ』

自動車ゴマの写真がジャケットデザインに起用。
- CR人生ゲーム

2012年7月に三洋物産よりリリースされた本作のタイアップパチンコ機
- ヨロン島リアル人生ゲーム[38]

人生ゲームアドベンチャーと与論町とのタイアップ企画イベント。
- YouTube動画・「人生に驚きと歓びを」

2016年1月配信。空港荷物受取口のベルトコンベアをマス目に見立て行われたサプライズ動画。
- 綾鷹人生ゲーム

綾鷹とコラボしたプラウザゲーム。
- 人生ゲーム COMPLETE

2017年3月25日に主婦の友社から発売のムック。
- au版人生ゲーム

auとのコラのボコラボのオンラインミニゲーム。
- 人生ゲーム 歴代ミニチュアパッケージコレクション

タカラトミーアーツより2024年9月発売のカプセルトイ。初代から8代目までのパッケージを再現。車コマのチャーム付。

## The Game of Life のバリエーション
現在ハズブロから発売されている『The Game of Life』も、ゲーム内容はほぼ同じながら、日本とは別展開で販売されている。
- The Game of Life（1860 - 2005ver）オリジナルシリーズ
- The Game of Life (40th Anniversary Edition)（1999）
- The Game of Life in Monstropolis（2001）『モンスターズ・インク』より
- The Game of Life: A Jedi's Path（2002）『スター・ウォーズ』シリーズより
- The Game of Life: Card Game（2002）
- The Game of Life Fame Edition（2002）
- The Game of Life Junior Game（2002）
- The Game of Life: Pirates of the Caribbean（2004）『パイレーツ・オブ・カリビアン』より
- The Game of Life: The Simpsons Edition（2004）『ザ・シンプソンズ』より
- The Game of Life: Spongebob Squarepants Edition（2005）『スポンジボブ・スクエアパンツ』より
- The Game of Life: Pirates of the Caribbean – Dead Man's Chest（2006）『パイレーツ・オブ・カリビアン/デッドマンズ・チェスト』より
- The Game of Life: Twists & Turns（2007）ICルーレット版と同様
- The Game of Life Express（2007）
- The Game of Life: Pirates of the Caribbean – At World's End（2007）『パイレーツ・オブ・カリビアン/ワールド・エンド』より
- The Game of Life: Indiana Jones（2008）『インディ・ジョーンズ』より
- The Game of Life: The Wizard of Oz（2008）『オズの魔法使』より
- The Game of Life: Family Guy Collector's Edition（2008）『ファミリー・ガイ』より
- The Game of LIFE: The Haunted Mansion – The Disney Theme Park Edition（2009）『ホーンテッドマンション』より
- The Game of Life: Extreme Reality Edition（2009）
- The Game of Life: 50th Special Anniversary Edition（2010）
- The Game of Life: Adventures Card Game (2010)
- The Game of LIFE: It's A Dog's Life Edition（2011）
- The Game of LIFE: zAPPed Edition（2012）
- The Game of Life (2013 Editions)（2013）
- The Game of Life: My Little Pony（2014）『マイリトルポニー』より
- Despicable Me Minion The Game of Life（2014）『怪盗グルーの月泥棒』より
- The Game of Life: Inside Out Edition（2015）『インサイド・ヘッド』より
- The Game of Life: Yo-kai Watch Edition（2016）『妖怪ウォッチ』より
- The Game of Life: Quarter Life Crisis（2019）
- The Game of Life: Super Mario Edition（2021）『スーパーマリオ』シリーズより
- The Game of LIFE: Jurassic Park Edition（2022）『ジュラシック・パーク』より